# 荷蘭東印度群島戰役
荷蘭東印度群島戰役（Dutch East Indies campaign，日軍作戰代號為「H作戦」，1942年1月11日—1942年3月9日）是第二次世界大戰太平洋戰爭初期日軍在南方作戰裡進攻荷屬東印度地區的軍事行動。
日軍於1月发动争奪制海权的所謂泗水海戰（爪哇海海戰、巴東海峽海戰、望加錫海峽海戰），1月11日開始行動攻下打拉根和万鸦老，1月25日攻下巨港，1月31日攻下安汶，2月14日攻下巴厘巴板，3月1日登陆军事最终目标爪哇岛，3月9日驻守瓜哇岛的盟军投降。當時大本營預期从开展到守军投降需要120天，而实际只用了92天。這場軍事勝利使得日本獲取該地的油田以維繫被美國所凍結的石油缺口並以極小的代價俘虜了盟軍數萬人。

## 背景
日本從太平洋戰爭開始，便以東印度的油田為第一目標，從偷襲珍珠港到南方作戰的制定，其目的皆是為此行動，佔領菲律賓和馬來西亞是為了掩護其側翼，並以海軍急速擴張海上勢力，使得佔領該處資源能安全的運回本土。另外，佔領印尼也為形成與巽他群島連為一線的「絕對國防圈」，維持長期作戰能力。
東印度地區島嶼東西長4000公里、面積190萬平方公里，人口多達6000萬，三分之二的人口集中於爪哇岛。1940年5月10日，德國發動西線攻勢入侵荷蘭，5月17日荷蘭投降全境淪陷，荷蘭女王威廉明娜逃往倫敦成立荷蘭流亡政府，而整個荷屬東印度仍由荷蘭流亡政府管治。東印度的當地政府位於巴達維亞（現在的雅加达），軍事中樞則位於萬隆。東印度地區最大的油田位於蘇門答臘的巨港、婆羅乃島（現在的婆罗洲）的巴厘巴板。該處1939年年產量有800萬噸，超過當時的日本年需求量的500萬噸；其他還有錫、铝土矿和橡膠等戰略物資也出產著，資源非常豐富，在地理上，也是澳大利亚的天然屏障。

## 戰鬥
从1942年1月11日~2月20日，日军依次占领了打拉根、巴厘巴板、马辰、苏拉威西岛、根达里、安汶岛、帝汶岛。之后日军从东西北三个方向对爪哇形成包围之势，以下分为三个阶段

### 第一阶段：打散盟军作战
由于澳大利亚的主要军队都在北非戰場和德國及意大利作战，被分散的美国、英国、荷兰和澳大利亚的军队拼凑了一支盟军防御日军入侵荷属东印度群岛。1942年1月10日，盟军由英国人阿奇巴尔德·韦维尔将军负责指挥，但指挥体系庞大、混乱，士兵人员素质不一，武器装备极差，各部队接受双重领导，导致无法统一指挥。1月11日，日军进攻盟军在打拉根和万鸦老的据点，双方发生激战。但由于盟军的兵力过于分散，飞机损失惨重，战况接连失利，盟军开始破坏岛上的油井、港口设施和航空基地。
1月25日，日军进攻巨港，但联军在此地的防御较强，对于日军用舰炮和派出飞机空袭。2月14~15日，日军伞兵部队空降在巨港着陆，并成功控制重要据点后，1万名日军随后在巨港登陆成功，并占领巨港，联军紧急炸毁岛上所有的炼油设施后退守爪哇岛。2月19日，日军派出舰载机，轰炸澳大利亚的达尔文港，炸沉11艘舰艇，击毁23架飞机。2月25日，韦维尔将军下令撤销盟军司令部，爪哇岛的防御改由荷兰人指挥。

## 后续
随着荷属东印度群岛的投降，日军发现岛上大量的油田设施被放火焚烧，于是日军向当地的白人发泄愤怒，并将大量白人战俘关押在马卡萨战俘营，环境相当恶劣，大多数白人被活活打死和流放，并被逼为日本人修桥铺路。东南亚人则经常被辱骂和毒打，承受着死亡的威胁。由于日军目的是掠夺当地的粮食和原材料，致便当地农业经济瘫痪，大量饥民被饿死。

## 來源

### 註腳
1. ↑  爪哇岛的守備兵力。
2. ↑  Morison (1948), pp. 158, 271–273, 293 and 311
3. 1 2  . Dutch East In dies Campaign website. 1999–2000  [31 August 2010]. （原始内容存档于2011年7月10日）.
4. ↑  . The Army Air Forces in World War II: Vol. 1 – Plans & Early Operations. HyperWar.   [31 August 2010]. （原始内容存档于2010-04-07）.
5. ↑  爪哇岛的第一次登陸兵力。
6. ↑  Morison (1948), pp. 274– 276, 296, 384
7. ↑  Morison (1948), pp. 275–276
8. ↑  在爪哇岛被俘的盟軍士兵人數。
9. ↑  爪哇岛内的死傷數目。來源：『帝国陸軍の最後 1 進攻篇』
10. 1 2  白虹, 二战全史. . 新华书店: 中国华侨出版社. 2016年5月: 146. ISBN 987-7-5113-4757-2 请检查|isbn=值 (帮助).